# Typhlodromus eharai
Typhlodromus eharai är en spindeldjursart som beskrevs av Gupta 1980. Typhlodromus eharai ingår i släktet Typhlodromus och familjen Phytoseiidae. Inga underarter finns listade i Catalogue of Life.